# Hasselbach (Hunsrück)
Hasselbach település Németországban, Rajna-vidék-Pfalz tartományban. Lakosainak száma 230 fő (2023. december 31.). Hasselbach Kastellaun, Spesenroth, Bell, Wüschheim, Alterkülz és Michelbach községekkel határos.

## Népesség
A település népességének változása:
| Lakosok száma | 189  | 204  | 221  | 214  | 229  | 230  |
|               | 1975 | 2017 | 2019 | 2021 | 2022 | 2023 |